# Hanková
Hanková – wieś (obec) na Słowacji położona w kraju koszyckim, w powiecie Rożniawa. Miejscowość znajduje się na Pogórzu Rewuckim (Revucká vrchovina), w dolinie Hankovskiego Potoku (Hankovský potok). Wznoszą się ponad nią takie szczyty Pogórza Rewuckiego, jak: Vřšok (682 m), Veľký Radzim (991 m), Kilhov (854 m), Biela skala (857 m), Hriadky (756 m).
Pierwsze wzmianki o miejscowości pochodzą z roku 1556. 
Według danych z dnia 31 grudnia 2012, wieś zamieszkiwało 69 osób, w tym 36 kobiet i 33 mężczyzn.
W 2001 roku pod względem narodowości i przynależności etnicznej miejscowość zamieszkiwali wyłącznie Słowacy.
Ze względu na wyznawaną religię struktura mieszkańców kształtowała się w 2001 roku następująco:
- Katolicy rzymscy – 9,09%
- Ewangelicy – 62,12%
- Ateiści – 16,67%
- Nie podano – 12,12%